# Malmö Köpenhamnstidningen
Malmö Köpenhamnstidningen var en tidning som gavs ut av Tidningshuset Malmö-Köpenhamn AB september 1994 till december 1996. Chefredaktörer var Michael Brandt (1994-1995) och Lars Dahlstam (1995-1996). Tidningen lades ned när ägare och redaktion förändrade fokus mot bland annat internet.

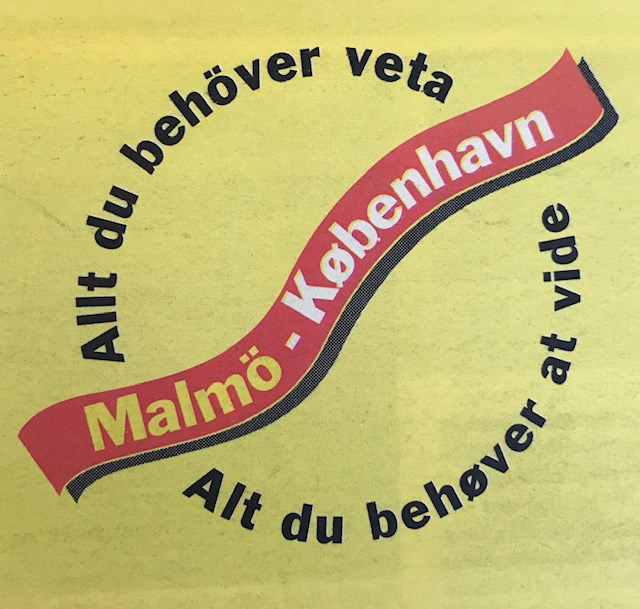
Malmö Köpenhamnstidningens logotyp

Ansvarig utgivare var Stefan Lindhe och styrelseordförande var Anders Ydstedt. Tidningen formgavs av Magnus Hjert.
Upplaga var 40.000 varannan månad och var RS kontrollerad. Tidningen trycktes av Skånska Dagbladet i tabloidformat och distribuerades gratis i egna röd-gula ställ i Malmö, Lund och Köpenhamn.
Tidningen finansierades av annonser som riktade korsvis över sundet. Exempelvis annonserade svenska tandläkare för att nå danska kunder och danska butiker för att nå svenska kunder.Visionen var att inför slutförandet av Öresundsbron vänja medborgare på båda sidor av sundet vid fördelarna i utbud av nöjen, restauranger, affärer mm. 
Malmö Köpenhamnstidningen hade en omfattande evenemangskalendrar med bevakning av restauranger och kultur i Öresundsregionen. Artiklarna var på både svenska och danska och ibland förekom ordlistor för att hjälpa läsarna med språkskillnaderna.